# Slobodni Grad Danzig
Slobodni Grad Danzig ↓b1 ili Slobodni Grad Gdanjsk (njemački: Freie Stadt Danzig, poljski: Wolne Miasto Gdańsk) bila je poluautonomna grad-država, koja je postojala između 1920. i 1939., a sastojala se od grada Danziga (danas Gdanjsk) i okolnoga područja.
Slobodni Grad Danzig osnovan je 15. studenoga 1920. u skladu s odredbama Versailleskoga mirovnog ugovora 1919. bez plebiscita. Uključivao je grad Gdanjsk (Danzig) i preko 200 obližnjih gradova, sela i naselja.
Prema odluci Lige naroda, regija je trebala biti odvojena i od Njemačke i od ponovo uspostavljene Poljske države. Ovo područje nije bilo samostalna država, već pod zaštitom Lige naroda i u obvezujućoj carinskoj uniji s Poljskom. Poljska je također imala druga posebna prava. Područje je proglašeno slobodnim gradom, kako bi se Poljskoj omogućio izlaz na more, dok se u isto vrijeme priznaje, da je stanovništvo uglavnom njemačke narodnosti.
Godine 1933., vlast je preuzela lokalna nacistička stranka i demokracija je potisnuta. Nakon njemačke invazije na Poljsku 1939., ukinut je Slobodni Grad Danzig i pripojen je u novu regiju Danzig-Zapadna Pruska. Slijedilo je antižidovsko raspoloženje i ubojstva.
Nakon što je sovjetska vojska osvojila Danzig u prvim mjesecima 1945., velik broj etničkih njemačkih državljana bio je protjeran. Grad je pripao Poljskoj i Poljaci su zamijenili dotadašnje njemačko stanovništvo.
Od 1923. do 1939. Slobodni grad Danzig imao je vlastitu novčanu jedinicu, danciški gulden.

## Napomene
- ↑b1  U hrvatskim povijesnim izvorima Danziški se grad-država naziva Slobodni Grad Danzig sukladno službenim inačicama Versailleskoga mirovnog ugovora.[1][2]